# Матвиенко, Игорь Григорьевич

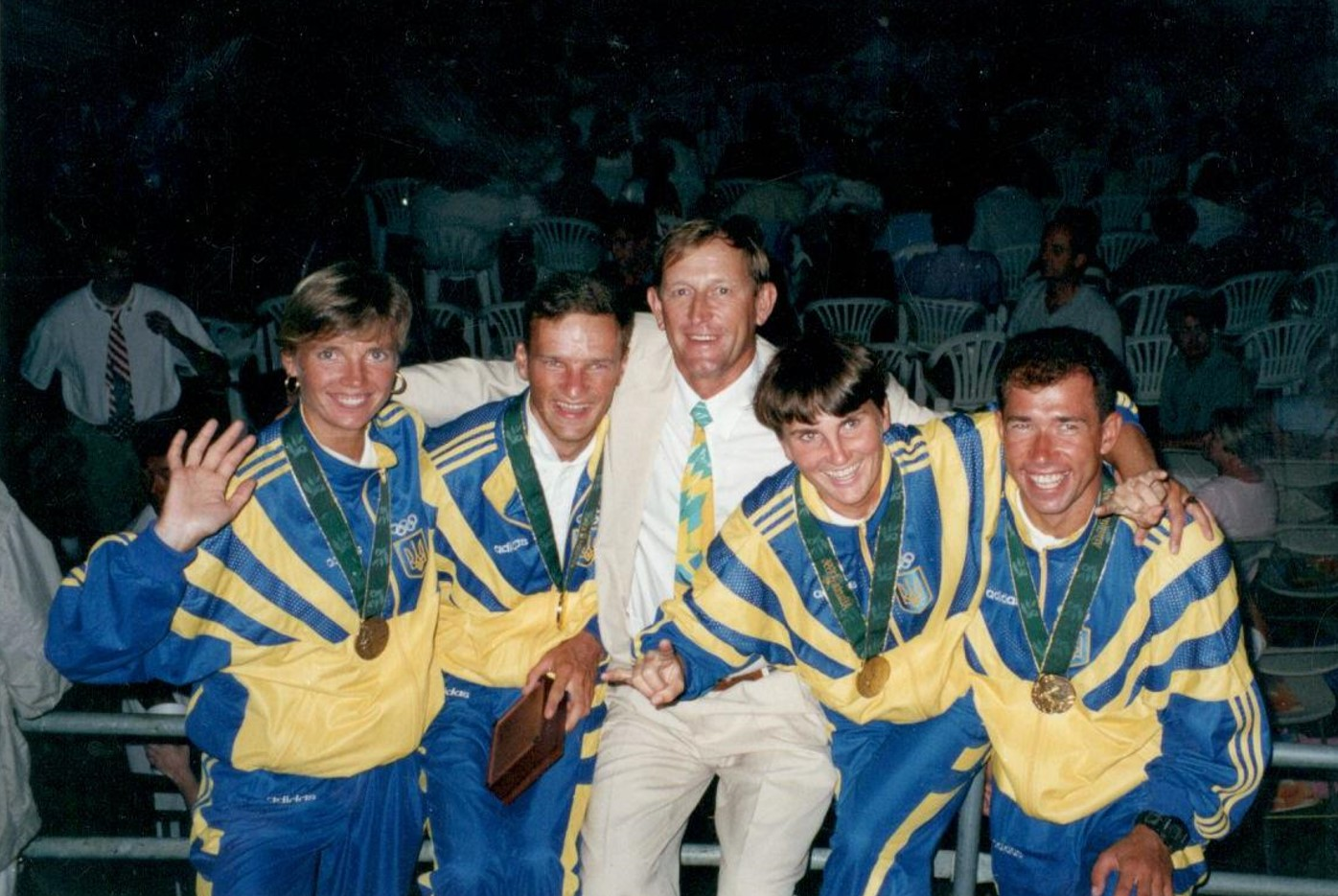
Сборная Украины по парусному спорту

Игорь Григорьевич Матвиенко (укр. Ігор Григорович Матвієнко; 17 мая 1971, Днепропетровск) — украинский яхтсмен, заслуженный мастер спорта. Победитель Спартакиады Народов СССР (1991), чемпион XXVI Олимпийских игр (1996), чемпион мира и Европы (2001). Президент Парусной Федерации Днепра. Основатель яхт-клуба MIR. 

## Биография
Игорь Матвиенко родился 17 мая 1971 года в городе Днепр.
Закончил Днепропетровский государственный институт физической культуры и спорта. 
Начал заниматься парусным спортом в 1984 году.
В 1988 году на Спартакиаде народов СССР познакомился с Евгением Браславцом, с которым позже выступал в одном экипаже в ряде соревнований.
В 1990 году вошел в состав сборной СССР в классе «470».
В 1991 году стал победителем Спартакиады Народов СССР. 
Матвиенко участвовал в XXVI Олимпийских играх 1996 года в Атланте став чемпионом (золото) в классе яхт «470» (рулевой — Е. А. Браславец). Тренер — Коваленко Виктор Владимирович. Матвиенко и Браславец выиграли олимпиаду с минимальным количеством штрафных очков, вследствие чего вошли в Книгу рекордов Гиннеса 1997 года.
Также Матвиенко принимал участие в Олимпийских играх 2000 года в Сиднее, 2004 года в Афинах.
В 2000 стал бронзовым призером чемпионата мира.
В 2001 году выиграл золото чемпионата мира.
В том же году выиграл золото чемпионата Европы.
После окончания олимпийской карьеры, принимал участие в многочисленных гоночных проектах мирового уровня в классах Дракон, Transpac52, SB20, Melges20. Тренировал национальные и олимпийские команды Украины и России в различных классах (470, Finn, катамаран, «Торнадо», «Инглинг»). Вместе с Браславцом тренировал национальную сборную команду Сингапура в классе яхт 470 в цикле подготовки к Азиатским играм, а также женский экипаж национальной сборной команды Канады в классе яхт 470 в цикле подготовки к Олимпийским играм в Австралии. 
Выступал за спортивный клуб Министерства обороны «Украина» (Днепропетровск). 
В марте 2017 года Матвиенко основал яхт-клуб MIR Racing Yacht Club в городе Днепр. На базе яхт-клуба организовываются клубные гонки выходного дня, проходят мастер-классы, обучение всех желающих управлять яхтой (взрослых и детей), подготовка экипажей любителей для участия в регатах по всему миру. 
Игорь Матвиенко регулярно организовывает соревнования по парусному спорту в Днепре, развивает детский яхтинг.
С 2019 года работает Президентом Парусной Федерации Днепра.  
В июле 2020 года Игорь Матвиенко организовал чемпионат Украины по парусному спорту в формате Double Handed. В чемпионате приняли участия команды с Днепра, Черкасс и Одессы. 
В августе 2020 года для продвижения парусного спорта в регионах Матвиенко инициировал проведение регаты “Кубок Никополя”. Соревнование прошло на флоте яхт-клуба MIR. 
В мае 2021 года по инициативе Матвиенко при поддержке городского совета, Парусная Федерация Днепра совместно с яхт-клубом MIR провели “Открытый Чемпионат Днепра”. Кроме команд из Днепра и Днепропетровской области на Чемпионат были приглашены участники из Запорожья, Никополя, Новой Каховки и Энергодара.  
В 2021 году Матвиенко инициировал первый в Днепре Открытый Чемпионат по парусному спорту для детей и юношества от 7 до 16 лет “Вітрила Дніпра” (“Паруса Днепра”). 

Тренер Игорь Матвиенко

## Благотворительность
18 мая 2021 года к юбилею Игоря Матвиенко была организована благотворительная регата. Собранные средства будут использованы для запуска детской парусной школы в Днепре.

## Награды и достижения
- Знак отличия Президента Украины крест «За мужество» (07.08.1996)[32][33]
- 1996 — чемпион Олимпийских Игр, Атланта, США[4]
- 2001 — чемпион мира[11]
- 2001 — чемпион Европы[3]
- 2009 — 4 место чемпионата мира, Transpac52
- 2010 — 6 место Med Cup, Transpac52
- 2011 — бронзовый призёр чемпионата мира, Transpac52
- 2013 — серебряный призёр чемпионата мира, SB20
- 2015 — серебряный призёр чемпионата мира, SB20
- 2016 – победитель PrimaCup, Melges20

## Статистика

### 470
Рулевой — Браславец, Евгений Анатольевич. Тренер — Коваленко, Виктор Владимирович.
| Соревнование/Год            | 1996 | 2000 | 2001 | 2004 |
| --------------------------- | ---- | ---- | ---- | ---- |
| Летние Олимпийские игры     | 1    | 6    | -    | 9    |
| Чемпионат мира в классе 470 | -    | 3    | 1    | -    |